# Groupe Marie Claire (entreprise canadienne)
 (mars 2022).
Il peut être nécessaire de l'améliorer pour respecter le principe de neutralité de point de vue. 

 (mars 2022).
Pour les articles homonymes, voir Marie Claire (homonymie).
Groupe Marie Claire Inc. est une entreprise familiale canadienne qui se spécialise dans la conception et le commerce de détail de vêtements pour femmes et de produits de soins pour le corps. Elle regroupe cinq bannières soient Marie Claire Boutiques, Grenier, Claire France, San Francisco et Dans un Jardin. À travers ces cinq bannières, l'entreprise compte un grand nombre de boutiques au Québec, en Ontario et au Nouveau-Brunswick. La conception des vêtements est effectuée au siège social de la compagnie, à Anjou, Montréal, tandis que la fabrication est répartie de la façon suivante: Asie à 85 %, Europe à 5 % et Canada à 10 % (2013).

## Historique
En 1965, Réal et Marie-Claire Lafrance ouvrent la première boutique Marie Claire dans la ville de Saint-Hyacinthe. Peu de temps après, une nouvelle boutique emboîte le pas à Longueuil. En 1980, la bannière Le Grenier (aujourd'hui Grenier) voit le jour. En 1983, Claire France est lancée. Cette bannière offre une gamme de vêtements taille plus, soit XL à 4XL. En 2004, le Groupe Marie Claire fait l'acquisition de 33 boutiques San Francisco appartenant alors au Groupe San Francisco qui était à l'époque aussi propriétaire des Ailes de la Mode. À noter qu'en 2018, il aura été question de fermer les boutiques de parfums et de soins pour le corps de Dans un Jardin, appartenant à la famille Lafrance depuis 1989[source secondaire nécessaire]. Cela dit, après une restructuration des coûts et un changement de philosophie, passant d'investisseur à gestionnaire, le Groupe Marie Claire relance la bannière Dans un Jardin qui fait son retour en 2019. Alors que les produits étaient vendus dans 800 points de vente et dans une soixantaine de magasins, l’entreprise compte 30 boutiques en 2023.
Depuis sa fondation, le Groupe Marie Claire a vu quelques autres branches s'ajouter puis se retirer au fil des années. Tel aura été le cas des bannières Camélia, Évasion, Express Jeunesse, Ingénue, Marie Moi et New Look.
Réal Lafrance, fondateur de l'entreprise, est décédé le 26 juin 2022. Il avait 79 ans,,.
Au mois d'août 2022, le Groupe Marie Claire développe un concept multicanal et lance une nouvelle bannière offrant à la fois des vêtements, des meubles et des articles de décoration : Livom. La marque s'inscrit dans un courant d'inspiration scandinave et désir offrir des produits indémodables et durables. Avec l'intention d'offrir des produits écologiques, Livom propose une sélection de vêtements fabriqués à partir de bouteilles de plastique recyclées et de fibres naturelles ainsi qu'une gamme de meubles et d'articles de décoration aussi faits à partir de matériaux recyclés ou conçus à la main,, comme de la vaisselle, des poufs, des lampes et des tables de cuisine. Le premier magasin Livom ouvre à Repentigny, aux Galeries Rive Nord,. Le Groupe Marie-Claire prévoit l’ouverture de trois autres boutiques à Saint-Hyacinthe, Chicoutimi et Sherbrooke à l'automne 2022 ainsi que d'autres ouverture en 2023 au Québec comme en Ontario.
En 2022, la bannière Claire France se classe en 5ième position dans le palmarès des détaillants offrant la meilleure expérience client en magasin au Québec et en Ontario, selon l'étude annuelle Wow de la firme Léger,.
En juin 2023, le Groupe Marie Claire est couronné Médaillé Bronze pour la catégorie relève familiale dans le cadre de la 16e édition du concours Les Médaillés de la Relève.